# الاعبل (حريب القرامش)

تعديل مصدري - تعديل

الاعبل هي إحدى قرى عزلة بني سكران بمديرية حريب القرامش التابعة لمحافظة مأرب، بلغ تعداد سكانها 184 نسمة حسب تعداد اليمن لعام 2004.